# Fear & Hunger
Fear & Hunger est un jeu vidéo de rôle de survival horror, développé par le développeur finlandais Miro Haverinen et sorti le 11 décembre 2018 sur Windows et macOS.
Le jeu reçoit des critiques généralement positives, les critiques louant l'atmosphère, le système de jeu, la narration et l'extrême difficulté et cruauté du jeu tout en critiquant la présence de fautes de frappe plutôt fréquentes et la façon dont le jeu aborde certains de ses thèmes les plus matures, en particulier celui de la violence sexuelle.
Une suite, Fear & Hunger 2: Termina, sort en décembre 2022 et est applaudie par les critiques pour ses apports à l'histoire et au système de combat.

## Histoire

### Synopsis
Le jeu se déroule dans une uchronie, de dark fantasy médiévale, en l'an 1590 dans le Royaume de Rondon, qui cherche à étendre ses territoires, le Royaume envisage ainsi de conquérir le donjon de Fear & Hunger, où le Royaume y a emprisonné entre autres le chevalier Le'garde,.
Le joueur incarne l'un des quatre personnages jouables — la chevalière D'arce, le mercenaire Cahara, le prêtre noir Enki et le barbare Ragnvaldr — tandis qu'ils plongent dans le donjon de Fear & Hunger, affrontant des pièges mortels, des énigmes et des monstres au cours de leur avancée. Le but du jeu est de retrouver le chevalier Le'garde pour des motifs divergents voire conflictuels entre les personnages,.

### Univers

#### Panthéon
L'univers du jeu est rempli de divinités : les anciens dieux (old gods), les nouveaux dieux (new gods), et les dieux ascensionnés (ascended gods), qui sont fous et non bienveillants. Les anciens dieux sont au dessus de la compréhension humaine, et les humains peuvent user de leurs pouvoirs par divers moyens.
Parmi ces dieux se trouvent Gro-goroth, le dieu ancien de la destruction, récompensant le joueur s'il sacrifie un de ses alliés ; Sylvian est la déesse ancienne de la fertilité, réclamant des actes d'amour en son nom, ce qui peut résulter en une fusion charnelle au sens littéral du terme des deux partenaires ; Alll-mer, le dieu ascensionné et le plus vénéré du Royaume de Rondon, récompense le joueur par des altérations de la réalité, telle que la capacité de marcher sur l'eau.

#### Personnages
Le mercenaire Cahara est originaire de Jettaiah, capitale fictive d'un pays de l'Est. Abandonné par ses parents, il suit une vie de criminel, l'amenant à errer pour finalement se retrouver au Royaume de Rondon. Le Royaume lui demande un jour d'entrer dans le donjon de Fear & Hunger afin de ramener vivant le chevalier Le'garde où il y est emprisonné ; Cahara profite de cette aventure pour chercher un trésor dit y être enfoui.
La chevalière D'arce naît dans une famille d'aristocrates rondoniens ; malgré son sexe et ses origines familiales, elle décide de servir le Royaume en devenant chevalière, mais est dégoûtée de découvrir la corruption du gouvernement. En conséquence, elle se sépare de l'armée rondonienne pour rejoindre la faction paramilitaire « Knights of the Midnight Sun » (« Chevaliers du Soleil de Minuit ») dirigée par le chevalier Le'garde, qui nomme D'arce son bras-droit. Cependant, Le'garde devenant de plus en plus obsédé par les reliques des anciens dieux, Le'garde provoque un massacre d'innocents dans le Royaume d'Oldegård, au Nord de Rondon, pour mettre la main sur le « Cube des Profondeurs ». Le gouvernement rondonien, n'aimant pas la puissance de cette faction paramilitaire, utilise ce massacre comme prétexte pour accuser les Chevaliers du Soleil de Minuit d'être des criminels de guerre, et ainsi pouvoir décimer la faction et emprisonner Le'garde dans le donjon de Fear & Hunger. D'arce, seule survivante de la faction, décide d'entrer dans le donjon afin de sauver Le'garde et de découvrir ses véritables intentions.
Le barbare Ragnvaldr est un guerrier du Royaume d'Oldegård, qui a découvert et ramené par hasard lors d'une expédition le Cube des Profondeurs. Bien plus tard, rentrant d'expédition, Ragnvaldr retrouve son village envahi et massacré par les Chevaliers du Soleil de Minuit, il se jure ainsi de venger ses amis en allant tuer Le'garde dans le donjon de Fear & Hunger.
Le prêtre noir Enki est dit être le plus grand des prêtres noirs de cette époque. Lui et sa sœur jumelle rejoignent un culte de prêtres noirs, la condition d'entrée étant de vaincre son frère ou sa sœur lors d'un duel ; par amour pour sa sœur, Enki décide de se laisser vaincre, et finit jeté vivant dans un puits. Quittant le culte, il parcourt les différents continents, batissant sa popularité. Autorisé à étudier à la Grande Librairie du Royaume de Rondon, il tombe par hasard sur un livre prophétique sur la venue d'un homme — qu'Enki découvre être Le'garde — aux pouvoirs divins qui amènera prospérité à l'humanité. Enki décide ainsi d'entrer dans le donjon de Fear & Hunger.

## Système de jeu

### Choix du joueur
Au début du jeu, le joueur choisit l'un des quatre personnages jouables,. Le joueur sélectionne ensuite la vie qu'a mené son personnage avant d'entrer dans le Donjon, les réponses confèrent des objets ou des capacités spéciales. Le joueur est invité à choisir l'une des quatre options de difficulté, dont la dernière doit être déverrouillée pour pouvoir être sélectionnée. Malgré ces choix de départ, l'équipement de base du joueur reste maigre. Le joueur doit ensuite parcourir les donjons de Fear & Hunger, en esquivant ou en combattant les innombrables monstres et pièges qui occupent le donjon. Il incombe au joueur de retrouver le chevalier Le'garde, puis de s'échapper ou de s'enfoncer plus profondément dans le donjon.
Le jeu propose dix fins basées sur les choix réalisés par le joueur au cours de son aventure,, certaines des fins ne sont disponibles qu'en sélectionnant la deuxième difficulté la plus élevée.

### Système de combat
Le jeu propose un système de combat au tour par tour en vue de dos dans lequel les personnages peuvent cibler différentes parties du corps de leurs ennemis. De même, les attaques ennemies peuvent faire perdre définitivement des jambes, des bras ou les yeux aux personnages jouables, affectant leur vitesse et leur capacité d'utilisation d'armes pour le restant du jeu,,.
La stratégie liée au démembrement est flexible étant donné que les ennemis n'ont pas les mêmes membres ou équipements. De manière générale, les ennemis ont une tête, des bras et des jambes : viser la tête est la méthode la plus rapide de conclure un combat, mais la probabilité de toucher est faible ; viser les bras permet de désarmer l'adversaire ; viser les jambes permet d'immobiliser l'ennemi et de toucher la tête bien plus facilement,.
Une autre particularité du jeu est qu'il ne comporte aucun système de montée de niveau : « ce ne sont pas les personnages qui gagnent de l'expérience, mais celui qui les contrôle [à partir de l'accumulation de connaissances]. » Les objets que lâchent les ennemis ne valent généralement pas l'effort de les vaincre : il est préférable d'éviter les combats.
La difficulté du jeu est également considérée comme très élevée, étant donné que le jeu est très punitif et qu'il arrive très souvent de mourir. La difficulté du jeu réside ainsi dans ses ennemis : les gardes sont des ennemis apparaissant dès le début du jeu, or ils peuvent chacun ôter plus d'une moitié de vie d'un membre de l'équipe en un seul coup et sont très résistants aux coups des personnages ; certains ennemis peuvent par ailleurs appliquer des effets de status même après un combat, notamment des infections potentiellement mortelles, ou de la cécité.
Il est possible d'éviter les combats avec certains ennemis en dialoguant avec eux.

### Système d'exploration
Le jeu propose un système d'exploration en vue du dessus. Le joueur doit maintenir sa faim et sa santé mentale, qui empirent avec le temps.
De nombreuses actions tout au long du jeu, y compris la sauvegarde, sont déterminées par un mécanisme de pile ou face,. La disposition de la carte du jeu est également choisie au hasard.
Une des particularités du jeu est que les objets et les effets de status n'ont pas de description, il faut deviner leurs caractéristiques en expérimentant et en recommençant, ou au moyen de livres présents dans le jeu. Miro Haverinen dissémine ainsi l'histoire de Fear & Hunger, que l'on peut comprendre à force d'explorations, de dialogues et de décès.
Malgré l'absence d'un mécanisme de montée de niveau, un des moyens de progresser dans le jeu est d’obtenir des capacités spéciales grâce à des pierres d'âme (soul stones) et les utiliser via des tables de Hexen.

## Développement
Fear & Hunger est construit sur le moteur RPG Maker MV. Il est développé sur une période de deux ans.
Le jeu est conçu entièrement ou presque entièrement, par Miro Haverinen. Dans une entrevue, il déclare que l'idée du jeu lui est venue de ses années d'école lorsqu'il proposait à ses camarades des hypothèses moralement embarrassantes qui se dérouleraient toutes dans un donjon morbide,. Le jeu devient ensuite son projet de recherche à l'université des sciences appliquées Metropolia,, la première démo du jeu Fear & Hunger a servi ainsi de partie pratique à la thèse doctorale de Haverinen. Il rajoute que l'inspiration du jeu venait du désir de créer une sensation d'obscurité omniprésente et d'expérimenter de différentes manières pour évoquer le désespoir et l'horreur. Silent Hill, Hellraiser, Amnesia: The Dark Descent, Nethack, Berserk, H. P. Lovecraft, les jeux Souls et Mortal Kombat sont tous cités comme sources d'inspiration pour Haverinen,. Certains aspects du jeu, notamment une section de natation, sont supprimés au cours du développement.

## Commercialisation
Fear & Hunger sort sur ordinateur sur Steam et itch.io le 11 décembre 2018 pour Windows et macOS.

## Réception
Fear & Hunger est largement acclamé tant par les critiques que par les joueurs,,. Le 10 juillet 2024, sur 10 902 avis sur Steam, 94,4 % sont positifs.
Les critiques louent l'atmosphère, le système de jeu, la narration et la difficulté impitoyable du jeu,,,. Écrivant pour DualShockers, Marcus Jones explique : « Fear and Hunger est la définition même de l'épuisement, la mort étant une partie naturelle du jeu. Et pourtant, ceux qui persévèrent et appliquent leurs connaissances tirées des parties précédentes à la partie actuelle découvriront une exploration de donjon unique en son genre qui vous fera littéralement ramper pour en vouloir toujours plus. »
Dominic Tarason pour Rock, Paper, Shotgun fait l'éloge du système de jeu et de l'ambiance du jeu, mais dénonce les fautes de frappe plutôt fréquentes, la qualité variable des illustrations et certains des aspects les plus sexuels de l'horreur.
Lorenzo Sabatino pour The Games Machine fait globalement l'éloge du jeu, mais critique les éléments du jeu basés sur le hasard comme étant injustes et frustrants.
Le critique Cauê Batista décrit Fear & Hunger comme « captivant » mais « problématique », louant l'atmosphère du jeu et les mécanismes immersifs mais critiquant certains des aspects les plus « morbides » du jeu, en particulier la « banalisation de la violence sexuelle ».
Sufamisecond loue la façon d'avoir disséminé l'histoire du jeu, qui, contrairement aux jeux Souls, devient très claire une fois les éléments du jeu mis bout à bout, le journal loue également les graphismes du jeu. En conclusion, le Sufamisecond considère Fear & Hunger comme un chef-d'œuvre des jeux vidéos de rôle indépendants.
Parker James affirme dans Keen Gamer que le jeu est d'une rare difficulté, qu'il est punitif, unique et immersif dans l'horreur, qu'il a de bons graphiques et une bonne histoire. En revanche Parker James reproche au jeu sa mécanique de pile ou face qui lui semble trop injuste, et l'absence de censure optionnelle.
Patrick Armstrong considère de manière élogieuse que Fear & Hunger est un des jeux les plus durs, les plus injustes et les plus impitoyables qu'il ait eus à jouer, il affirme même que le jeu « déteste activement le joueur », avec la mort présente à chaque instant : ce jeu est un test cruel de patience et de zèle.
Zubi Kan pour CGMagazine (en) explique que ce qui fait toute la richesse des deux opus est leur système de progression se reposant sur l'accumulation de connaissance à propos d'un système de jeu unique et subversif.

## Suite
Une suite, Fear & Hunger 2: Termina, sort le 9 décembre 2022 pour Steam et Itch.io,.
Le jeu se déroule dans le même univers, mais cette fois en 1942, environ 300 ans après les événements du premier jeu, et se déroulant dans un contexte post-Seconde Guerre mondiale.
Le développeur du jeu Miro Haverinen explique que le premier opus parlait de la création, tandis que sa suite parle des maux et des changements qui découlent de cette création.
Le jeu est encore en développement.

### Traduction
- (en)/(es) Cet article est partiellement ou en totalité issu des articles intitulés en anglais « Fear & Hunger » (voir la liste des auteurs) et en espagnol « Fear & Hunger » (voir la liste des auteurs).